# Cmentarz żydowski w Pilźnie
Cmentarz żydowski w Pilźnie – kirkut został założony w 1873 przy ul. Węgierskiej w Pilźnie. Ma powierzchnię 0,4 ha. W czasie Holocaustu został zniszczony przez nazistów. Po 1945 używany był jako pole uprawne i pastwisko. Zachowały się fragmenty około 50 uszkodzonych macew leżących na ziemi w tym dwa pochodzące z czasów powojennych. Na terenie cmentarza znajdują się zbiorowe mogiły ofiar niemieckiego terroru. Na dwóch spośród tych mogił znajdują się tablice, zaś na jednej obelisk z nazwiskami 23 ofiar. Kirkut jest ogrodzony.